# 国务院常务会议 (第十一届)
国务院常务会议 (第十一届)，是中华人民共和国国务院 (第十一届)在第十一届全国人民代表大会任期（2008年3月17日至2013年3月15日）举行的历次常务会议。

## 组成人员
- 总理：温家宝
- 副总理：李克强、回良玉（回族）、张德江、王岐山
- 国务委员：刘延东（女）、梁光烈、马凯、孟建柱、戴秉国（土家族）
- 秘书长：马凯（兼任）

## 历次会议

### 2008年
- 第1次常务会议（2008年3月19日）：新一届国务院开始全面履行职责。[1]
- 第2次常务会议（2008年3月26日）：研究扶持农业生产的政策措施，讨论并原则通过《国务院2008年工作要点》和《中华人民共和国消防法（修订草案）》。[2]
- 第3次常务会议（2008年4月2日）：研究部署太湖流域水环境综合治理工作，审议并原则通过《历史文化名城名镇名村保护条例（草案）》。[3]
- 第4次常务会议（2008年4月9日）：审议并原则通过《国家知识产权战略纲要》。[4]
- 第5次常务会议（2008年4月16日）：分析当前经济形势，安排部署下阶段经济工作。[5]
- 第6次常务会议（2008年4月23日）：审议并原则通过《证券公司监督管理条例（草案）》、《证券公司风险处置条例（草案）》和两个国家科技重大专项实施方案。[6]
- 第7次常务会议（2008年4月30日）：研究部署进一步加强安全生产工作。[7]
- 第8次常务会议（2008年5月7日）：听取卫生部关于大力开展夏季爱国卫生运动、加强传染病防治工作的汇报，研究部署加强电力系统抗灾能力建设，审议并原则通过《对外承包工程管理条例（草案）》。[8]
- 第9次常务会议（2008年5月21日）：研究部署当前抗震救灾和经济工作。[9]
- 第10次常务会议（2008年5月28日）：研究部署当前煤电油气运和农资供应工作。[10]
- 第11次常务会议（2008年6月4日）：研究部署当前农业生产工作，审议并原则通过《汶川地震灾后恢复重建条例（草案）》。[11]
- 第12次常务会议（2008年6月11日）：研究部署地震灾区恢复生产工作，审议并原则通过大型油气田及煤层气开发、艾滋病和病毒性肝炎等重大传染病防治两个国家科技重大专项实施方案。[12]
- 第13次常务会议（2008年6月18日）：研究支持汶川地震灾后恢复重建的政策措施，审议并原则通过《关于推进海南农垦管理体制改革的意见》，部署在中央和国家机关开展节能活动。[13]
- 第14次常务会议（2008年6月25日）：审议通过部分国务院组成部门、直属机构和部委管理国家局的《主要职责、内设机构和人员编制规定》。[14]
- 第15次常务会议（2008年7月2日）：讨论并原则通过《国家粮食安全中长期规划纲要》和《吉林省增产百亿斤商品粮能力建设总体规划》。[15]
- 第16次常务会议（2008年7月9日）：审议并原则通过《关于2008年深化经济体制改革工作的意见》和转基因生物新品种培育科技重大专项。[16]
- 第17次常务会议（2008年7月？日）
- 第18次常务会议（2008年7月23日）：研究部署加强节油节电工作和开展全民节能行动，审议并原则通过《公共机构节能条例（草案）》和《民用建筑节能条例（草案）》。[17]
- 第19次常务会议（2008年7月30日）：研究部署全面免除城市义务教育阶段学生学杂费工作，审议并原则通过《中华人民共和国专利法修正案（草案）》。[18]
- 第20次常务会议（2008年8月1日）：讨论并原则通过《中华人民共和国保险法（修订草案）》，审议并原则通过《中华人民共和国外汇管理条例（修订草案）》和《国务院关于经营者集中申报标准的规定（草案）》。[19]
- 第21次常务会议（2008年8月6日）：审议并原则通过《进一步推进长江三角洲地区改革开放和经济社会发展的指导意见》。[20]
- 第22次常务会议（2008年8月13日）：审议并原则通过《全国土地利用总体规划纲要（2006—2020年）》。[21]
- 第23次常务会议（2008年8月20日）：审议并原则通过《关于进一步促进宁夏经济社会发展的若干意见（送审稿）》、《废弃电器电子产品回收处理管理条例（草案）》和《中华人民共和国畜禽遗传资源进出境和对外合作研究利用审批办法（草案）》。[22]
- 第24次常务会议（2008年8月27日）：审议并原则通过《汶川地震灾后恢复重建总体规划》。[23]
- 第25次常务会议（2008年9月3日）：研究部署2007年度中央预算执行审计查出问题的整改工作，审议并原则通过《中华人民共和国劳动合同法实施条例（草案）》。[24]
- 第26次常务会议（2008年9月10日）：审议《关于深化医药卫生体制改革的意见》，决定再次向社会公开征求意见。[25]
- 第27次常务会议（2008年9月17日）：决定在全国全面检查奶制品，整顿奶制品行业。[26]
- 第28次常务会议（2008年10月6日）：听取婴幼儿奶粉事件处置情况汇报，研究部署奶业整顿和振兴工作，审议并原则通过《乳品质量安全监督管理条例（草案）》。[27]
- 第29次常务会议（2008年10月？日）
- 第30次常务会议（2008年10月15日）：研究部署支持青海、四川、云南、甘肃省藏区经济社会发展工作。[28]
- 第31次常务会议（2008年10月17日）：分析当前经济形势，安排部署四季度经济工作。[29]
- 第32次常务会议（2008年10月21日）：审议并原则通过《农业银行股份制改革实施总体方案》，核准了一批基础设施建设项目。[30]
- 第33次常务会议（2008年10月？日）
- 第34次常务会议（2008年11月5日）：研究部署进一步扩大内需促进经济平稳较快增长的措施，决定在全国范围实施增值税转型改革，审议并原则通过《中华人民共和国增值税暂行条例（修订草案）》、《中华人民共和国消费税暂行条例（修订草案）》和《中华人民共和国营业税暂行条例（修订草案）》。[31][32]
- 第35次常务会议（2008年11月12日）：为落实中央关于扩大内需，促进经济平稳较快增长的决策部署，会议研究决定四项实施措施。[33]
- 第36次常务会议（2008年11月19日）：研究部署促进轻纺工业健康发展的政策措施，讨论并原则通过《中华人民共和国农村土地承包经营纠纷仲裁法（草案）》，审议并原则通过《草原防火条例（修订草案）》和《森林防火条例（修订草案）》。[34]
- 第37次常务会议（2008年11月26日）：研究部署解决企业困难，促进经济发展的政策措施；审议成品油价格和燃油税费改革方案，决定向社会公开征求意见。[35]
- 第38次常务会议（2008年12月3日）：研究部署当前金融促进经济发展的政策措施。[36]
- 第39次常务会议（2008年12月10日）：部署做好当前农民工工作，决定增加农机具购置补贴。[37]
- 第40次常务会议（2008年12月17日）：研究部署促进房地产市场健康发展的政策措施，决定出台成品油价格和税费改革方案，审议并原则通过《珠江三角洲地区改革发展规划纲要》。[38][39]
- 第41次常务会议（2008年12月21日）：审议并原则通过《关于义务教育学校实施绩效工资的指导意见》。[40]
- 第42次常务会议（2008年12月24日）：研究部署搞活流通扩大消费和保持对外贸易稳定增长的政策措施，研究部署保障化肥生产供应，促进化肥行业改革和发展的政策措施，审议并原则通过高档数控机床与基础制造装备科技重大专项实施方案。[41][42]
- 第43次常务会议（2008年12月？日）
- 第44次常务会议（2008年12月31日）：研究部署推进重庆市统筹城乡改革和发展，同意启动第三代移动通信牌照发放工作。[43]

### 2009年
- 第45次常务会议（2009年1月7日）：部署做好高校毕业生就业工作。[44]
- 第46次常务会议（2009年1月14日）：审议并原则通过汽车产业和钢铁产业调整振兴规划。[45]
- 第47次常务会议（2009年1月21日）：审议并原则通过《关于深化医药卫生体制改革的意见》和《2009－2011年深化医药卫生体制改革实施方案》。[46]
- 第48次常务会议（2009年2月4日）：审议并原则通过纺织工业和装备制造业调整振兴规划。[47]
- 第49次常务会议（2009年2月11日）：审议并原则通过船舶工业调整振兴规划和《中华人民共和国抗旱条例（草案）》，听取2010年上海世界博览会筹办情况汇报。[48]
- 第50次常务会议（2009年2月18日）：审议并原则通过电子信息产业调整振兴规划和西藏生态安全屏障保护与建设规划。[49]
- 第51次常务会议（2009年2月19日）：审议并原则通过轻工业和石化产业调整振兴规划，决定进一步加大“家电下乡”政策实施力度。[50]
- 第52次常务会议（2009年2月25日）：审议并原则通过有色金属产业和物流业调整振兴规划，研究部署发挥科技支撑作用，促进经济平稳较快发展。[51]
- 第53次常务会议（2009年3月18日）：审议并原则通过《落实<政府工作报告>重点工作部门分工意见》和《全国森林防火中长期发展规划》，讨论并原则通过《中华人民共和国人民武装警察法（草案）》。[52]
- 第54次常务会议（2009年3月25日）：审议并原则通过关于推进上海加快发展现代服务业和先进制造业、建设国际金融中心和国际航运中心的意见，决定提高部分产品出口退税率。[53]
- 第55次常务会议（2009年4月1日）：决定正式启动全国中小学校舍安全工程，听取对中央企业监督检查及国有企业监事会工作情况的汇报，讨论并原则通过《中华人民共和国保守国家秘密法（修订草案）》，审议并原则通过《民用机场管理条例（草案）》。[54]
- 第56次常务会议（2009年4月8日）：讨论并原则通过《全国新增1000亿斤粮食生产能力规划（2009-2020年）》，决定在上海市和广东省内四城市开展跨境贸易人民币结算试点。[55]
- 第57次常务会议（2009年4月15日）：分析一季度经济形势，研究部署下一阶段经济工作。[56]
- 第58次常务会议（2009年4月22日）：研究部署当前应对国际金融危机、稳定农业发展促进农民增收的政策措施，审议并原则通过《彩票管理条例（草案）》。[57]
- 第59次常务会议（2009年4月28日）：听取卫生部等部门关于一些国家发生人感染猪流感疫情的报告，研究部署我国加强人感染猪流感预防控制工作。[58]
- 第60次常务会议（2009年4月29日）：讨论并原则通过《关于2009年深化经济体制改革工作的意见》，决定调整固定资产投资项目资本金比例，审议并原则通过《流动人口计划生育工作条例（草案）》。[59]
- 常务会议（2009年5月）：讨论并原则通过《关于支持福建省加快建设海峡西岸经济区的若干意见》。[60]
- 第61次常务会议（2009年5月5日）：听取前一阶段甲型H1N1流感防控工作汇报，研究部署进一步防控措施。[61]
- 第62次常务会议（2009年5月6日）：研究企业技术改造工作，部署进一步解决关闭破产国有企业退休人员等医疗保障问题。[62]
- 第63次常务会议（2009年5月11日）：听取卫生部关于我国内地发现甲型H1N1流感输入病例情况和有关工作汇报，研究部署进一步加强防控措施。[63]
- 第64次常务会议（2009年5月13日）：研究部署进一步发挥科技支撑作用、加快国家科技重大专项实施工作，讨论并原则通过《促进生物产业加快发展的若干政策》。[64]
- 第65次常务会议（2009年5月19日）：研究部署鼓励汽车、家电“以旧换新”政策措施。[65]
- 第66次常务会议（2009年5月27日）：研究部署进一步稳定外需的政策措施。[66]
- 第67次常务会议（2009年6月3日）：研究部署进一步加强就业工作的措施。[67]
- 第68次常务会议（2009年6月10日）：讨论并原则通过《江苏沿海地区发展规划》和《关于进一步繁荣发展少数民族文化事业的若干意见》。[68]
- 第69次常务会议（2009年6月17日）：分析当前经济形势，研究部署下一阶段经济工作。[69]
- 第70次常务会议（2009年6月24日）：研究部署开展新型农村社会养老保险试点，讨论并原则通过《横琴总体发展规划》。[70]
- 第71次常务会议（2009年7月1日）：部署2008年度中央预算执行审计查出问题的整改工作，讨论并原则通过《辽宁沿海经济带发展规划》。[71]
- 第72次常务会议（2009年7月3日）：总结前一阶段甲型H1N1流感防控工作，分析当前疫情特点和态势，研究部署下一步防控工作。[72]
- 第73次常务会议（2009年7月8日）：部署深化医药卫生体制改革工作，审议并原则通过《中华人民共和国食品安全法实施条例（草案）》。[73]
- 第74次常务会议（2009年7月？日）
- 第75次常务会议（2009年7月22日）：讨论并原则通过《文化产业振兴规划》。[74]
- 第76次常务会议（2009年8月12日）：听取并审议了发展改革委关于应对气候变化工作情况的报告，研究部署应对气候变化有关工作，审议并原则通过《规划环境影响评价条例（草案）》。[75]
- 第77次常务会议（2009年8月19日）：研究部署促进中小企业发展，审议并原则通过《全民健身条例（草案）》和《外国企业或者个人在中国境内设立合伙企业管理办法（草案）》。[76]
- 第78次常务会议（2009年8月26日）：研究部署抑制部分行业产能过剩和重复建设，引导产业健康发展。[77]
- 第79次常务会议（2009年9月2日）：决定在公共卫生与基层医疗卫生事业单位和其他事业单位实施绩效工资。[78]
- 第80次常务会议（2009年9月7日）：研究部署做好秋冬季甲型H1N1流感防控工作。[79]
- 第81次常务会议（2009年9月23日）：讨论并原则通过《促进中部地区崛起规划》。[80]
- 第82次常务会议（2009年9月28日）：部署做好国庆节期间有关工作。[81]
- 第83次常务会议（2009年10月12日）：分析农业生产形势，研究部署做好秋冬种工作。[82]
- 第84次常务会议（2009年10月21日）：分析当前经济形势，研究部署今年后几个月经济工作。[83]
- 第85次常务会议（2009年10月28日）：研究部署进一步做好甲型H1N1流感防控工作，讨论并原则通过《关于进一步促进广西经济社会发展的若干意见》，批准港珠澳大桥工程可行性研究报告。[84]
- 第86次常务会议（2009年11月4日）：讨论并原则通过《关于加快供销合作社改革发展的若干意见》。[85]
- 第87次常务会议（2009年11月？日）
- 第88次常务会议（2009年11月？日）
- 第89次常务会议（2009年11月25日）：讨论并原则通过《关于加快发展旅游业的意见》，研究部署应对气候变化工作，决定到2020年我国控制温室气体排放的行动目标，并提出相应的政策措施和行动。[86][87]
- 第90次常务会议（2009年12月2日）：决定从2009年秋季学期起，对公办中等职业学校全日制在校学生中农村家庭经济困难学生和涉农专业学生逐步免除学费。免学费标准按各省（区、市）人民政府批准的学费标准确定。[88]
- 第91次常务会议（2009年12月9日）：研究完善促进消费的若干政策措施，讨论并原则通过《关于试行社会保险基金预算的意见》。[89]
- 第92次常务会议（2009年12月14日）：研究完善促进房地产市场健康发展的政策措施，全面启动城市和国有工矿棚户区改造工作。[90]
- 第93次常务会议（2009年12月22日）：决定再次提高企业退休人员基本养老金，实施全国统一的城镇企业职工基本养老保险关系转移接续制度。[91]
- 第94次常务会议（2009年12月？日）
- 第95次常务会议（2009年12月30日）：研究部署进一步做好利用外资工作和治理淮河工作。[92]

### 2010年
- 第96次常务会议（2010年1月？日）
- 第97次常务会议（2010年1月13日）：决定加快推进电信网、广播电视网和互联网三网融合。[93]
- 第98次常务会议（2010年1月20日）：研究部署加强淘汰落后产能工作。[94]
- 第99次常务会议（2010年1月27日）：讨论并原则通过《国家环境保护“十一五”规划中期评估报告》。[95]
- 第100次常务会议（2010年2月2日）：讨论并原则通过《关于公立医院改革试点的指导意见》，决定按照先行试点、逐步推开的原则，由各省（区、市）分别选择1至2个城市或城区开展公立医院改革试点。[96]
- 第101次常务会议（2010年2月10日）：听取《中国农村扶贫开发纲要（2001—2010年）》实施情况汇报。[97]
- 第102次常务会议（2010年2月24日）：研究部署进一步贯彻落实重点产业调整和振兴规划。[98]
- 第103次常务会议（2010年3月17日）：确定《政府工作报告》重点工作部门分工。[99]
- 第104次常务会议（2010年3月24日）：研究部署进一步鼓励和引导民间投资健康发展的政策措施。[100]
- 第105次常务会议（2010年3月31日）：听取中国科学院关于实施知识创新工程进展情况的汇报，决定继续深入实施知识创新工程，着力解决关系国家长远发展的重大科技问题。[101]
- 第106次常务会议（2010年4月7日）：研究深入实施西部大开发战略的重点任务和政策措施。[102]
- 第107次常务会议（2010年4月14日）：研究部署遏制部分城市房价过快上涨的政策措施，分析一季度经济形势，研究部署下一阶段经济工作。[103][104]
- 第108次常务会议（2010年4月19日）：研究部署进一步扶持农业生产的政策措施。[105]
- 第109次常务会议（2010年4月28日）：部署进一步加大工作力度确保实现“十一五”节能减排目标，审议并原则通过《关于2010年深化经济体制改革重点工作的意见》。[106][107]
- 第110次常务会议（2010年5月5日）：审议并通过《国家中长期教育改革和发展规划纲要（2010－2020年）》。[108]
- 第111次常务会议（2010年5月12日）
- 第112次常务会议（2010年5月19日）：研究部署玉树地震灾后恢复重建工作。[109]
- 第113次常务会议（2010年5月26日）：部署加强地方政府融资平台公司管理和严厉打击囤积居奇、哄抬农产品价格等违法行为。[110]
- 第114次常务会议（2010年6月9日）：审议并原则通过《全国林地保护利用规划纲要（2010－2020年）》。[111]
- 第115次常务会议（2010年6月12日）：审议并原则通过《全国主体功能区规划》，决定取消和下放184项行政审批项目。[112]
- 第116次常务会议（2010年6月23日）：研究部署进一步推进依法行政工作。[113]
- 第117次常务会议（2010年6月30日）：研究部署促进企业兼并重组，听取对中央企业监督检查和国有企业监事会工作情况汇报，审议并原则通过《自然灾害救助条例（草案）》。[114]
- 第118次常务会议（2010年7月7日）：部署2009年度中央预算执行审计查出问题的整改工作和进一步加强企业安全生产工作。[115]
- 第119次常务会议（2010年7月14日）[116]
- 第120次常务会议（2010年7月21日）：研究部署当前防汛抗洪工作。[117]
- 第121次常务会议（2010年8月11日）：研究部署进一步支持晚稻及秋粮生产的政策措施。[118]
- 第122次常务会议（2010年8月18日）：研究部署进一步促进蔬菜生产、保障市场供应和价格基本稳定的政策措施。[119]
- 第123次常务会议（2010年8月25日）：研究部署推进煤矿企业兼并重组和长江等内河水运发展工作。[120]
- 第124次常务会议（2010年9月1日）：研究部署发展家庭服务业的政策措施。[121]
- 第125次常务会议（2010年9月8日）：审议并原则通过《国务院关于加快培育和发展战略性新兴产业的决定》。[122]
- 第126次常务会议（2010年9月15日）：部署加强中小河流治理和山洪地质灾害防治工作，审议并原则通过《中国生物多样性保护战略与行动计划（2011—2030年）》。[123]
- 第127次常务会议（2010年9月27日）：研究部署加强职业培训促进就业工作。[124]
- 第128次常务会议（2010年10月12日）：决定建立草原生态保护补助奖励机制促进牧民增收，审议并原则通过《关于加强孤儿保障工作的意见》。[125]
- 第129次常务会议（2010年10月19日）：决定开展打击侵犯知识产权和制售假冒伪劣商品专项行动。[126]
- 第130次常务会议（2010年10月25日）：分析当前经济形势，安排部署今年后几个月经济工作。[127]
- 第131次常务会议（2010年11月3日）：研究部署当前发展学前教育的政策措施，决定扩大中央国有资本经营预算实施范围，提高中央企业国有资本收益收取比例。[128]
- 第132次常务会议（2010年11月10日）：研究部署规范农村土地整治和城乡建设用地增减挂钩试点工作。[129]
- 第133次常务会议（2010年11月17日）：分析当前价格形势，研究部署稳定消费价格总水平、保障群众基本生活的政策措施。[130]
- 第134次常务会议（2010年11月29日）：研究部署进一步加强艾滋病防治工作，决定对《价格违法行为行政处罚规定》作出修改。[131]
- 第135次常务会议（2010年12月6日）：研究部署建立健全基层医疗卫生机构补偿机制的政策措施。[132]
- 第136次常务会议（2010年12月8日）：决定对《工伤保险条例》和《中华人民共和国发票管理办法》作出修改。[133]
- 第137次常务会议（2010年12月22日）：决定继续提高企业退休人员基本养老金，将未参保集体企业退休人员纳入基本养老保险，扩大大中专学校家庭经济困难学生资助范围、提高资助标准。[134]
- 第138次常务会议（2010年12月29日）：决定实施天然林资源保护二期工程。[135]

### 2011年
- 第139次常务会议（2011年1月5日）：决定实施新一轮农村电网改造升级工程。[136]
- 第140次常务会议（2011年1月12日）：研究部署进一步鼓励软件产业和集成电路产业发展的政策措施，决定将国有企业老工伤人员等纳入工伤保险统筹管理。[137]
- 第141次常务会议（2011年1月19日）：审议并原则通过《国有土地上房屋征收与补偿条例（草案）》，决定春节前为城乡困难群众发放生活补贴。[138][139]
- 第142次常务会议（2011年1月26日）：研究部署进一步做好房地产市场调控工作，研究部署做好抗旱工作，研究部署进一步治理淮河工作。[140][141][142]
- 第143次常务会议（2011年2月9日）：分析当前粮食生产形势，研究部署进一步促进粮食生产的政策措施。[143]
- 第144次常务会议（2011年2月16日）：研究部署促进稀土行业持续健康发展的政策措施。[144]
- 第145次常务会议（2011年2月22日）：听取全国病险水库除险加固任务完成情况的汇报。[145]
- 第146次常务会议（2011年3月1日）：讨论并原则通过《中华人民共和国个人所得税法修正案（草案）》和《成渝经济区区域规划》。[146]
- 第147次常务会议（2011年3月16日）：听取应对日本福岛核电站核泄漏有关情况的汇报，确定《政府工作报告》重点工作部门分工，决定开展2011年全国粮食稳定增产行动。[147][148]
- 第148次常务会议（2011年3月23日）：研究部署进一步加强城市生活垃圾处理工作，决定在全国范围内开展厂办大集体改革，继续压缩中央部门“三公”经费预算。[149]
- 第149次常务会议（2011年3月30日）：讨论通过《青藏高原区域生态建设与环境保护规划（2011－2030年）》。[150]
- 第150次常务会议（2011年4月6日）：研究部署促进牧区又好又快发展的政策措施，讨论通过《全国中小河流治理和病险水库除险加固、山洪地质灾害防御和综合治理总体规划》。[151]
- 第151次常务会议（2011年4月13日）：分析一季度经济形势，研究部署下一阶段经济工作。[152]
- 第152次常务会议（2011年4月20日）：研究部署2011年深化经济体制改革重点工作。[153]
- 第153次常务会议（2011年5月4日）：研究部署进一步推进财政预算公开工作。[154]
- 第154次常务会议（2011年5月10日）[155]
- 第155次常务会议（2011年5月18日）：讨论通过《三峡后续工作规划》和《长江中下游流域水污染防治规划》。[156]
- 第156次常务会议（2011年5月25日）：研究部署进一步做好高校毕业生就业工作，听取关于侨务工作的汇报。[157]
- 第157次常务会议（2011年6月1日）：决定启动城镇居民社会养老保险试点，研究部署加强地质灾害防治工作。[158]
- 第158次常务会议（2011年6月8日）：研究部署进一步加大财政教育投入工作和促进物流业健康发展工作。[159]
- 第159次常务会议（2011年6月15日）：讨论通过《中国妇女发展纲要（2011－2020年）》和《中国儿童发展纲要（2011－2020年）》，研究部署进一步促进内蒙古自治区经济社会又好又快发展的政策措施。[160]
- 第160次常务会议（2011年6月22日）：决定建立全科医生制度，审议并原则通过《戒毒条例（草案）》。[161]
- 第161次常务会议（2011年7月6日）：部署2010年度中央预算执行等审计查出问题的整改工作，批准《“十二五”支持西藏经济社会发展建设项目规划方案》。[162]
- 第162次常务会议（2011年7月12日）：研究确定促进生猪生产持续健康发展的政策措施，分析当前房地产市场形势，研究部署继续加强调控工作。[163][164]
- 第163次常务会议（2011年7月13日）[165]
- 第164次常务会议（2011年7月20日）：研究部署近期加强土地管理的重点工作。研究部署近期加强土地管理的重点工作。[166]
- 第165次常务会议（2011年7月27日）：对“7·23”甬温线特别重大铁路交通事故遇难者表示深切哀悼，决定采取坚决措施，以交通、煤矿、建筑施工、危险化学品等行业领域为重点,全面加强安全生产。[167]
- 第166次常务会议（2011年8月9日）：分析当前国际金融形势及其影响，研究制定应对措施。[168]
- 第167次常务会议（2011年8月10日）：决定开展高速铁路及其在建项目安全大检查，适当降低新建高速铁路运营初期的速度，对拟建铁路项目重新组织安全评估。[169]
- 第168次常务会议（2011年8月17日）：讨论通过《中国老龄事业发展“十二五”规划》，研究部署进一步做好社会保险基金管理工作。[170]
- 第169次常务会议（2011年8月24日）：讨论通过《全国地下水污染防治规划（2011—2020年）》。[171]
- 第170次常务会议（2011年8月31日）：决定扩大中小学教师职称制度改革试点，增加财政投入支持发展学前教育，听取对中央企业监督检查情况的汇报。[172]
- 第171次常务会议（2011年9月7日）：听取蓬莱19—3油田溢油事故处理情况和渤海环境保护汇报，研究部署加强环境保护的重点工作。[173]
- 第172次常务会议（2011年9月19日）：研究部署进一步做好保障性安居工程建设和管理工作，讨论并原则通过《中华人民共和国精神卫生法（草案）》和《中华人民共和国居民身份证法修正案（草案）》。[174]
- 第173次常务会议（2011年9月21日）：讨论通过《安全生产“十二五”规划》，部署建立完整、先进的废旧商品回收体系，对《中华人民共和国资源税暂行条例》作出修改。[175]
- 第174次常务会议（2011年10月8日）：部署加强鲜活农产品流通体系建设。[176]
- 第175次常务会议（2011年10月12日）：研究确定支持小型和微型企业发展的金融、财税政策措施。[177]
- 第176次常务会议（2011年10月19日）：部署制订社会信用体系建设规划。讨论通过了《找矿突破战略行动纲要（2011—2020年）》。[178]
- 第177次常务会议（2011年10月26日）：决定启动实施农村义务教育学生营养改善计划，讨论通过《疫苗供应体系建设规划》，决定开展深化增值税制度改革试点。[179]
- 第178次常务会议（2011年10月29日）：分析当前经济形势，部署近期经济工作。[180]
- 第179次常务会议（2011年11月2日）：讨论通过《全国抗旱规划》和《中华人民共和国军人保险法（草案）》。[181]
- 第180次常务会议（2011年11月9日）：研究部署进一步做好打击侵犯知识产权和制售假冒伪劣商品工作，讨论通过《“十二五”控制温室气体排放工作方案》。[182]
- 第181次常务会议（2011年11月16日）：决定建立青海三江源国家生态保护综合试验区，讨论并原则通过《中华人民共和国预算法修正案（草案）》。[183]
- 第182次常务会议（2011年11月23日）和第183次常务会议（2011年11月30日）：审议并原则通过《中华人民共和国招标投标法实施条例（草案）》、《中华人民共和国车船税法实施条例（草案）》、《中华人民共和国船舶吨税暂行条例（草案）》和《放射性废物安全管理条例（草案）》。[184]
- 第184次常务会议（2011年12月7日）：讨论通过《国家药品安全规划（2011—2015年）》。[185]
- 第185次常务会议（2011年12月16日）：讨论通过《促进就业规划（2011—2015年）》，部署进一步加强和改进消防工作。[186]
- 第186次常务会议（2011年12月23日）：研究部署加快发展我国下一代互联网产业。[187]
- 第187次常务会议（2011年12月28日）：听取“7·23”甬温线特别重大铁路交通事故调查情况汇报。[188]

### 2012年
- 第188次常务会议（2012年1月4日）[189]
- 第189次常务会议（2012年1月11日）：研究部署进一步加强质量工作。[190]
- 第190次常务会议（2012年2月1日）：研究部署进一步支持小型和微型企业健康发展。[191]
- 第191次常务会议（2012年2月？日）
- 第192次常务会议（2012年2月15日）：研究部署2012年深化经济体制改革重点工作。[192]
- 第193次常务会议（2012年2月22日）：研究部署“十二五”期间深化医药卫生体制改革工作。[193]
- 第194次常务会议（2012年2月29日、3月1日）：同意发布新修订的《环境空气质量标准》，部署加强大气污染综合防治重点工作。[194][195][196]
- 第195次常务会议（2012年3月16日）：确定《政府工作报告》重点工作部门分工。[197]
- 第196次常务会议（2012年3月21日）：讨论通过《“十二五”综合交通运输体系规划》和《全国农村饮水安全工程“十二五”规划》。[198]
- 第197次常务会议（2012年3月28日）：决定设立温州市金融综合改革试验区，审议并原则通过《校车安全管理条例（草案）》，研究加强进口促进对外贸易平衡发展的政策措施。[199][200][201]
- 第198次常务会议（2012年4月11日）[202]
- 第199次常务会议（2012年4月13日）：分析一季度经济形势，研究部署下一阶段经济工作。[203]
- 第200次常务会议（2012年4月18日）：研究部署今年政府信息公开重点工作，讨论通过《节能与新能源汽车产业发展规划（2012—2020年）》，审议并原则通过《女职工劳动保护特别规定（草案）》。[204]
- 第201次常务会议（2012年5月2日）：讨论通过《社会保障“十二五”规划纲要》和《国家中长期动物疫病防治规划（2012—2020年）》。[205]
- 第202次常务会议（2012年5月9日）：研究部署推进信息化发展、保障信息安全工作。[206]
- 第203次常务会议（2012年5月16日）：讨论通过《国家基本公共服务体系“十二五”规划》，研究确定促进节能家电等产品消费的政策措施。[207]
- 第204次常务会议（2012年5月23日）：分析经济形势，部署近期工作。[208]
- 第205次常务会议（2012年5月30日）：讨论通过《“十二五”国家战略性新兴产业发展规划》和《全国游牧民定居工程建设“十二五”规划》。[209]
- 第206次常务会议（2012年5月31日）：再次听取全国民用核设施综合安全检查情况汇报，讨论并原则通过《核安全与放射性污染防治“十二五”规划及2020年远景目标》。[210]
- 第207次常务会议（2012年6月6日）：听取关于制定《商业银行资本管理办法（试行）》的汇报。[211]
- 第208次常务会议（2012年6月13日）：研究部署进一步加强食品安全工作。[212]
- 第209次常务会议（2012年7月4日）：部署2011年度中央预算执行等审计查出问题整改工作，听取全国社会保障资金审计情况汇报。[213]
- 第210次常务会议（2012年7月11日）：研究部署深化流通体制改革加快流通产业发展，讨论通过《节能减排“十二五”规划》。[214]
- 第211次常务会议（2012年7月18日）[215]
- 第212次常务会议（2012年7月25日）：决定扩大营业税改征增值税试点范围，研究部署进一步实施促进中部地区崛起战略，加强和改进最低生活保障工作。[216]
- 第213次常务会议（2012年7月30日）：听取鼓励民间投资实施细则制定情况汇报，部署鼓励和支持企业加强技术改造工作。[217]
- 第214次常务会议（2012年8月22日）：决定取消和调整314项部门行政审批项目，批准广东省在行政审批制度改革方面先行先试。[218]
- 第215次常务会议（2012年8月29日）：研究部署深入推进义务教育均衡发展和规范农村义务教育学校布局调整工作，审议通过《教育督导条例（草案）》。[219]
- 第216次常务会议（2012年9月12日）：研究确定促进外贸稳定增长的政策措施。[220]
- 第217次常务会议（2012年9月19日）：听取退耕还林工作汇报，讨论通过《京津风沙源治理二期工程规划（2013—2022年）》，决定设立“全国低碳日”。[221]
- 第218次常务会议（2012年9月26日）：研究加快发展服务业，审议通过《国内水路运输管理条例（草案）》。[222]
- 第219次常务会议（2012年10月10日）：决定扩大中等职业教育免学费范围、完善国家助学金制度，研究部署在城市优先发展公共交通，审议通过《缺陷汽车产品召回管理条例（草案）》。[223]
- 第220次常务会议（2012年10月17日）：分析当前经济形势，安排部署四季度经济工作。[224]
- 第221次常务会议（2012年10月23日）[225]
- 第222次常务会议（2012年10月24日）：讨论通过《能源发展“十二五”规划》，再次讨论并通过《核电安全规划（2011—2020年）》和《核电中长期发展规划（2011—2020年）》。[226]
- 第223次常务会议（2012年10月31日）：研究部署土壤环境保护和综合治理工作。[227]
- 第224次常务会议（2012年11月22日）[228]
- 第225次常务会议（2012年11月28日）：听取农业和农村工作汇报，讨论通过《中华人民共和国土地管理法修正案（草案）》。[229]
- 第226次常务会议（2012年12月12日）：研究部署发展循环经济。[230]
- 第227次常务会议（2012年12月19日）：研究确定促进光伏产业健康发展的政策措施。[231]
- 第228次常务会议（2012年12月26日）：研究确定降低流通费用10项政策措施，审议通过《征信业管理条例（草案）》。[232]

### 2013年
- 第229次常务会议（2013年1月9日）：决定继续提高企业退休人员基本养老金水平。[233]
- 第230次常务会议（2013年1月14日）[234][235]
- 第231次常务会议（2013年1月16日）：讨论通过《国家重大科技基础设施建设中长期规划（2012—2030年）》。[236]
- 第232次常务会议（2013年1月30日）：研究部署控制能源消费总量工作。[237]
- 第233次常务会议（2013年2月6日）：研究确定促进海洋渔业持续健康发展的政策措施，部署完善研究生教育投入机制，决定加快油品质量升级。[238]
- 第234次常务会议（2013年2月20日）：研究部署继续做好房地产市场调控工作。[239]